# Giurgița
Giurgița – wieś w Rumunii, w okręgu Dolj, w gminie Giurgița. W 2011 roku liczyła 2328 mieszkańców.